# Love Don't Cost a Thing (bài hát)
"Love Don't Cost a Thing" (tạm dịch: "Tình yêu không tốn thứ gì cả") là đĩa đơn đầu tiên được trích từ album phòng thu thứ hai của ca sĩ người Mỹ Jennifer Lopez mang tên J.Lo (2001). Ca khúc leo lên đứng thứ ba trên bảng xếp hạng Billboard Hot 100 và vị trí quán quân tại Anh. Phiên bản tiếng Tây Ban Nha mang tên "Amor Se Paga con Amor" ("Tình yêu được trả bằng tình yêu"), xuất hiện trong album Mỹ Latin của J.Lo, đồng thời cũng giành những vị trí trên nhiều bảng xếp hạng nhạc Latin tại Mỹ. Lopez đã trình diễn ca khúc này lần đầu tiên tại giải MTV Europe Music Awards 2000 vào 16 tháng 11 năm 2000 tại Stockholm, Thụy Điển.
Một đoạn của ca khúc này và biệt hiệu "J.Lo" của cô cũng đã xuất hiện trong bài hát "Latin Girls" của nhóm The Black Eyed Peas (nằm trong album Elephunk)

## Video ca nhạc
Video khởi đầu với cảnh Lopez đang trò chuyện với bạn trai của mình trên điện thoại; anh cho rằng mình sẽ không thể về để gặp cô được. Nhưng anh sau đó đã hỏi rằng liệu cô đã nhận chiếc vòng cổ mà anh tặng cho cô chưa. Cô nói rằng mình đã nhận được và nói nó rất đẹp, nhưng cô lại muốn anh ở đây với cô hơn là chiếc vòng cổ này, nhưng điều cuối cùng mà cô cần đó chính là "cái vòng cổ khác" và Lopez sau đó đã cúp máy. Máy quay đã chuyển sang cảnh cô bước ra khỏi biệt thự một cách tự tin, cô đã lên xe và lái trên đường cao tốc, bỗng dưng cô đã bắt đầu ném ví của mình ra khỏi xe. Cô tiếp tục đến một bãi biển nơi cô đi dạo và bắt đầu cởi bỏ quần áo; đầu tiên, cô vứt bỏ mắt kính của mình, áo khoác và vòng cổ. Cô sau đó đã vứt tấm bưu thiếp trong túi với chữ "Ước gì anh ở đây", nơi Lopez bắt đầu nhảy trong tấm thiệp cùng một vài vũ công trên bãi biển (trong đó có chồng cũ của cô, Cris Judd). Lopez khi đó đã bắt đầu khóc trước khi ném tấm bưu thiếp đi. Sau khi cô chạy đến bãi biển, cô bắt đầu cởi quần lót và trong đoạn cuối của video, cô bắt đầu cởi áo lót và che lấy ngực bằng tay của mình. Ngoài ra video còn gồm một số cảnh quay bị cắt khi Lopez nằm dài trên bãi cát với quần lót màu vàng, trên biển và nhảy nhót gần những cành cây.
Video nhận được 2 đề cử của giải MTV Video Music Awards năm 2001 gồm Best Female Video và Best Dance Video.
Bài hát cũng được nằm trong bộ phim điện ảnh của cô - The Wedding Planner.

## Diễn biến trên bảng xếp hạng
Tại Mỹ, "Love Don't Cost a Thing" xuất hiện trên bảng xếp hạng Billboard Hot 100 trong tuần 9 tháng 12 năm 2000 với vị trí 46. Sau 3 tuần, bài hát vươn lên vị trí 20 và sau đó là vị trí thứ 10 và 4 trong tuần 27 tháng 1 năm 2001. Dù trở thành đĩa đơn đầu tiên trong bốn đĩa đơn quán quân bảng Hot 100 Airplay của Lopez, "Love Don't Cost a Thing" sau đó đã nằm tại vị trí thứ 3 hai tuần liền, đánh bại bởi hai đĩa đơn từ Shaggy và Joe.
Tại Châu Á, ca khúc đứng đầu bảng xếp hạng MTV Asia Hitlist đến 7 tuần liền, và trở thành ca khúc quán quân lâu nhất từ trước đến nay của Lopez. Nhưng trên các đài phát thanh, đĩa đơn song ca của Ricky Martin và Christina Aguilera - "Nobody Wants to Be Lonely" đã đánh bại ca khúc và đầu bảng 3 tuần liền cũng như giành được nhiều yêu cầu phát thanh. Do đó, ca khúc đã kéo xuống giành vị trí á quân đến ba tuần liền trước khi ra khỏi top 20. Tại Anh, ca khúc đã trở thành một trong ba đĩa đơn quán quân tại Anh (tính vào tháng 5 năm 2011) của cô khi đứng nhất tuần tháng 1 năm 2011.

## Danh sách ca khúc
Đĩa CD tại Mỹ
1. "Love Don't Cost a Thing" (HQ2 Club Vocal Mix)
2. "Love Don't Cost a Thing" (Main Rap #1 featuring P. Diddy)
3. "Love Don't Cost a Thing" (RJ Schoolyard Mix featuring Fat Joe)
4. "Love Don't Cost a Thing" (Full Intention Club Mix)
5. "Let's Get Loud" (Kung Pow Club Mix)

Đĩa đơn 2 ca khúc
1. "Amor Se Paga Con Amor (Love Don't Cost a Thing)"
2. "Love Don't Cost a Thing"

Đĩa CD của Anh
1. "Love Don't Cost a Thing"
2. "Love Don't Cost a Thing" (Full Intention Club Mix)
3. On the 6 Megamix ("If You Had My Love"/"Waiting for Tonight"/"Let's Get Loud")
4. "Love Don't Cost a Thing" (Video)

Đĩa CD của Úc
1. "Love Don't Cost a Thing"
2. On the 6 Megamix ("If You Had My Love"/"Waiting for Tonight"/"Let's Get Loud")
3. "Love Don't Cost a Thing" (RJ Schoolyard Mix cùng Fat Joe)

Đĩa CD của Thái Lan
1. "Love Don't Cost a Thing"
2. "Love Don't Cost a Thing" (Schoolyard Mix)
3. On the 6 Megamix ("If You Had My Love"/"Waiting for Tonight"/"Let's Get Loud")

## Bảng xếp hạng
| Bảng xếp hạng (2001)                     | Vị trí cao nhất |
| ---------------------------------------- | --------------- |
| Úc (ARIA)                                | 4               |
| Áo (Ö3 Austria Top 40)                   | 11              |
| Bỉ (Ultratop 50 Flanders)                | 7               |
| Bỉ (Ultratop 50 Wallonia)                | 2               |
| Canada (Canadian Hot 100)                | 1               |
| Đan Mạch (Tracklisten)                   | 4               |
| Hà Lan (Single Top 100)                  | 1               |
| Châu Âu Hot 100 Singles (Billboard)      | 2               |
| Phần Lan (Suomen virallinen lista)       | 1               |
| Pháp (SNEP)                              | 5               |
| Đức (GfK)                                | 6               |
| Ireland (IRMA)                           | 4               |
| Ý (FIMI)                                 | 1               |
| New Zealand (Recorded Music NZ)          | 1               |
| Na Uy (VG-lista)                         | 3               |
| Thụy Điển (Sverigetopplistan)            | 3               |
| Thụy Sĩ (Schweizer Hitparade)            | 2               |
| Anh Quốc (OCC)                           | 1               |
| Hoa Kỳ Billboard Hot 100                 | 3               |
| Hoa Kỳ Pop Airplay (Billboard)           | 1               |
| Hoa Kỳ Hot R&B/Hip-Hop Songs (Billboard) | 40              |
| Hoa Kỳ Dance Club Songs (Billboard)      | 9               |
| Hoa Kỳ Latin Pop Songs (Billboard)       | 21              |

| Bảng xếp hạng (2001)                        | Vị trí cao nhất |
| ------------------------------------------- | --------------- |
| U.S. Billboard Hot Latin Tracks             | 21              |
| U.S. Billboard Latin Pop Airplay            | 8               |
| U.S. Billboard Latin Tropical/Salsa Airplay | 3               |

| Năm  | Bảng xếp hạng            | Vị trí cao nhất |
| ---- | ------------------------ | --------------- |
| 2001 | Australian Singles Chart | 61              |

| Quốc gia | Chứng nhận |
| -------- | ---------- |
| Úc       | Bạch kim   |
| Thụy Sĩ  | Vàng       |
| Anh      | Bạc        |